# Xiclet

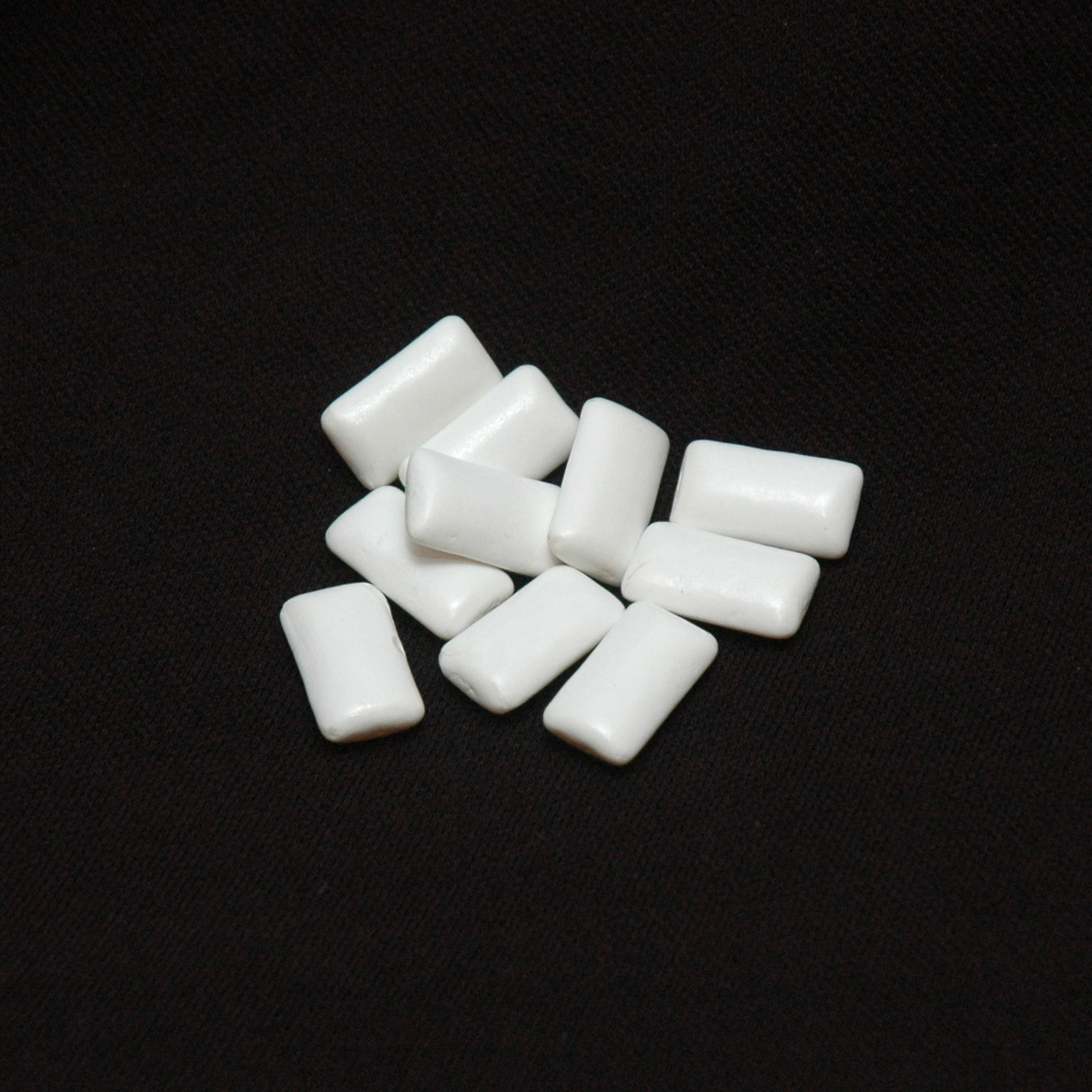
Xiclets

El xiclet o goma de mastegar és una llaminadura per a mastegar amb gust dolç. Si bé la major part de les actuals empren una base de plàstic neutre, l'acetat polivinílic, fins fa relativament poc temps el xiclet utilitzava encara la saba d'un arbre tropical, fet al qual deu el nom. El seu nom prové del xicle (originàriament del mot nàhuatl tziktli [ˈt͡sikt͡ɬi] 'cosa agafatosa') via l'espanyol, que és un polímer gomós que s'obté de la saba de l'arbre Manilkara chicle, un arbre de la família de les sapotàcies originari de Mèxic i Amèrica Central. Perquè té un gust dolç i aromàtic, nombrosos pobles amerindis l'utilitzaven per a mastegar.